# دکاو اف۸
دکاو اف۸ (DKW F۸) خودرویی است که در سال‌های ۱۹۳۹ تا ۱۹۴۲ (DKW) 1948 – 1955 (IFA)تولید شده‌است.
طراحی آن خودروهای موتور جلو-محور جلو بوده طول آن در حالت طبیعی ۳٬۹۰۰ میلیمتر (۱۵۰ اینچ) و وزن آن در حالت طبیعی ۷۰۰ کیلوگرم (۱٬۵۰۰ پوند) است.
موتور آن ۶۰۰ سی‌سی سیستم جعبه‌دندهٔ آن به صورت دستی است.